# Tibouchina gleasoniana
Tibouchina gleasoniana är en tvåhjärtbladig växtart som beskrevs av John Julius Wurdack. Tibouchina gleasoniana ingår i släktet Tibouchina och familjen Melastomataceae. Inga underarter finns listade i Catalogue of Life.